# Mais vous êtes fous
Ne doit pas être confondu avec le single Vous êtes fous !
Pour plus de détails, voir Fiche technique et Distribution.
Mais vous êtes fous est un film dramatique français coécrit et réalisé par Audrey Diwan, sorti en 2019. Il s'agit d'une histoire fondée sur des faits réels et c'est la première réalisation d'Audrey Diwan.

## Synopsis
Roman (Pio Marmaï) et Camille (Céline Sallette) forment un couple moderne et amoureux autour de leurs deux petites filles Bianca et Lucie. Mais Roman cache un grave problème d'addiction à la cocaïne qu'il consomme quotidiennement depuis plusieurs années. Un jour l'une de leurs filles fait une crise d'épilepsie grave et elle est sauvée in-extremis. L'hôpital trouve des traces de cocaïne dans le sang de la fillette et avertit la police. Une enquête est ouverte et à la stupeur de Roman lui-même, on leur annonce que toute la famille est contaminée et depuis longtemps. Si c'est Roman qui est principalement soupçonné de les avoir volontairement empoisonnées, on retire immédiatement la garde des fillettes aux deux parents. Camille et Roman, tous deux dans le doute et l'incompréhension, restent cependant unis face à cette épreuve. Mais l'avocate annonce à Camille qu'elle a un espoir de récupérer ses filles seulement si elle se sépare de Roman, au moment où celui-ci, en pleine désintoxication et repentir, est déjà condamné et rejeté par sa belle-famille et ses amis.

## Fiche technique
- Titre original : Mais vous êtes fous
- Réalisation : Audrey Diwan
- Scénario : Audrey Diwan et Marcia Romano
- Décors : Diéné Berete
- Costumes : Isabelle Pannetier
- Photographie : Nicolas Gaurin
- Son : Mathieu Villien ; Gurwal Coïc-Gallas et Julien Roig
- Montage : Pauline Gaillard
- Musique : Guillaume Roussel
- Production : Alice Girard et Édouard Weil
- Sociétés de production : Rectangle Productions ; Wild Bunch (coproduction) ; SOFICA Cofinova 15 et Palatine Etoile 16 (en association avec)
- Sociétés de distribution : Wild Bunch ; K-Films Amérique (Québec)
- Pays de production :  France
- Langue originale : français
- Format : couleur
- Genre : drame
- Durée : 95 minutes
- Dates de sortie :
  - France : 28 mars 2019 (avant-première à Paris) ; 24 avril 2019 (sortie nationale)
  - Québec : 1er novembre 2019

## Distribution
- Pio Marmaï : Roman Clémenti
- Céline Sallette : Camille Clémenti
- Carole Franck : Christine
- Jean-Marie Winling : Paul
- Lola Rosa Lavielle : Bianca Clémenti
- Karen-Ann Zajtelbach : Lucie Clémenti
- Maxence Tual : Karim
- Valérie Donzelli : Maître Mangin
- Jeanne Rosa : Julia
- Anne Loiret : la laborantine
- Laurent Bateau : l'expert
- Nailia Harzoune : Assia
- Chantal Garrigues : Mme Wiesel
- Laurianne Loisel : l'adolescente au cabinet dentaire
- Bruno Gouery : le professeur Gerando
- Victor Pontecorvo : Tewfik
- Hocine Choutri : Serge
- Jérôme Huguet : le policier de la fouille
- Frank Pech : l'employé de l'entreprise Ready

## Musique
- Vous êtes fous ! par Benny B.

## Accueil

### Critiques
Le film reçoit de bons retours, avec une note moyenne de 3.4 sur Allociné.
Télérama est bluffé par le jeu des acteurs : « Céline Sallette  [...] est, une fois de plus, magnifique, face à Pio Marmaï, tout en chaos intérieur et regrets. Portés par la mise en scène, qui oscille entre sobriété et fièvre, ils incarnent parfaitement le vertige d’une autre drogue dure : l’amour. » Les Inrockuptibles trouve que « le film esquisse une assez belle allégorie sur le couple. »

### Box office
Le film fait 107 197 entrées en 2019.

## Sortie vidéo
Le film sort en DVD le 4 septembre chez Wild Side, il contient une interview des deux acteurs principaux et une interview de la réalisatrice.